# Râul Valea Bisericii, Belciugatele
Râul Valea Bisericii este un curs de apă, afluent al râului Belciugatele.